# هاري بي. بروك جونيور
هاري بي. بروك جونيور (بالإنجليزية: Harry B. Brock, Jr.)‏ هو مصرفي أمريكي، ولد في 31 مارس 1925، وتوفي في 29 يوليو 2015.